# ماریانا اسکندر
ماریانا اسکندر (عربی: ماريانا إسكندر کارآفرین اجتماعی و وکیل مصری-آمریکایی است که در سال ۲۰۲۲ به عنوان مدیر عامل اجرایی (CEO) بنیاد ویکی‌مدیا منصوب شد.
وی همچنین برندهٔ جوایزی همچون بورسیه رودز شده است.